# Миттельштеттен (Верхняя Бавария)
Миттельштеттен (нем. Mittelstetten) — община в Германии, в земле Бавария.
Подчиняется административному округу Верхняя Бавария. Входит в состав района Фюрстенфельдбрукк. Население составляет 1701 человек (на 31 декабря 2010 года). Занимает площадь 18,62 км².
Коммуна подразделяется на 6 сельских округов.